# 班贝格陨击坑
班贝格陨击坑（Bamberg）是位于火星阿西达里亚海区北纬39.71度、东经356.9度的一座撞击坑，它的直径为55.7公里，名称取自德国班贝格镇，1976年被国际天文联合会正式批准接受。来自火星勘测轨道飞行器背景相机和高分辨率成像科学设备拍摄的图像显示，该陨石坑中分布有冲沟，据信火星冲沟是由最近液态水流所形成。
在下面的图片中可以看到冲沟，根据它们的形状、方位、地势和位置等，以及与被认为富含水冰的特征之间明显的互动作用，许多研究人员认为，冲刷出冲沟的过程涉及液态水。然而，这仍是一个有待进一步研究的课题。
冲沟一被发现，研究人员就开始一遍又一遍地拍摄许多冲沟的图像，以寻找可能的变化。到2006年，发现了一些变化。后来，通过进一步的分析，确定这些变化可能是由干燥颗粒流引起的，而非由流水所驱动的。随着观察的不断深入，在加萨陨击坑和其他地方发现了更多的变化。
随着越来越多的重复观察，发现了更多的变化。由于这些变化都发生在冬季和春季，专家们倾向于相信冲沟是由干冰形成的。之前和之后的图像都显示，这一活动时间与季节性二氧化碳霜冻和液态水无法存在的温度相吻合。当干冰霜气化时，它可以润滑干燥物质使其流动，特别是在陡坡上。在某些年份，霜冻可能厚达1米。 

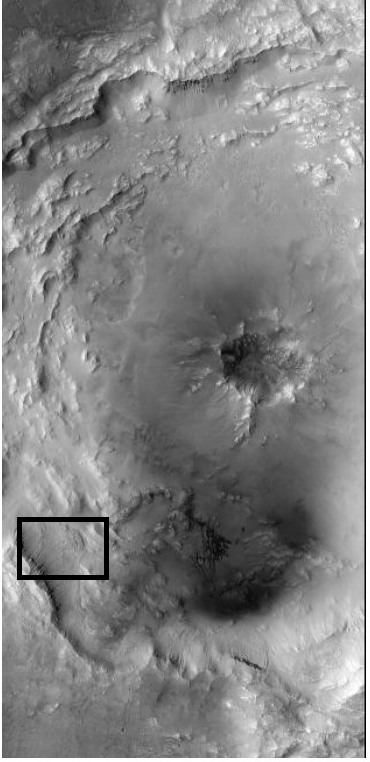
火星勘测轨道飞行器背景相机拍摄的班贝格陨击坑图像，方框显示了在下一幅图像中的区域。
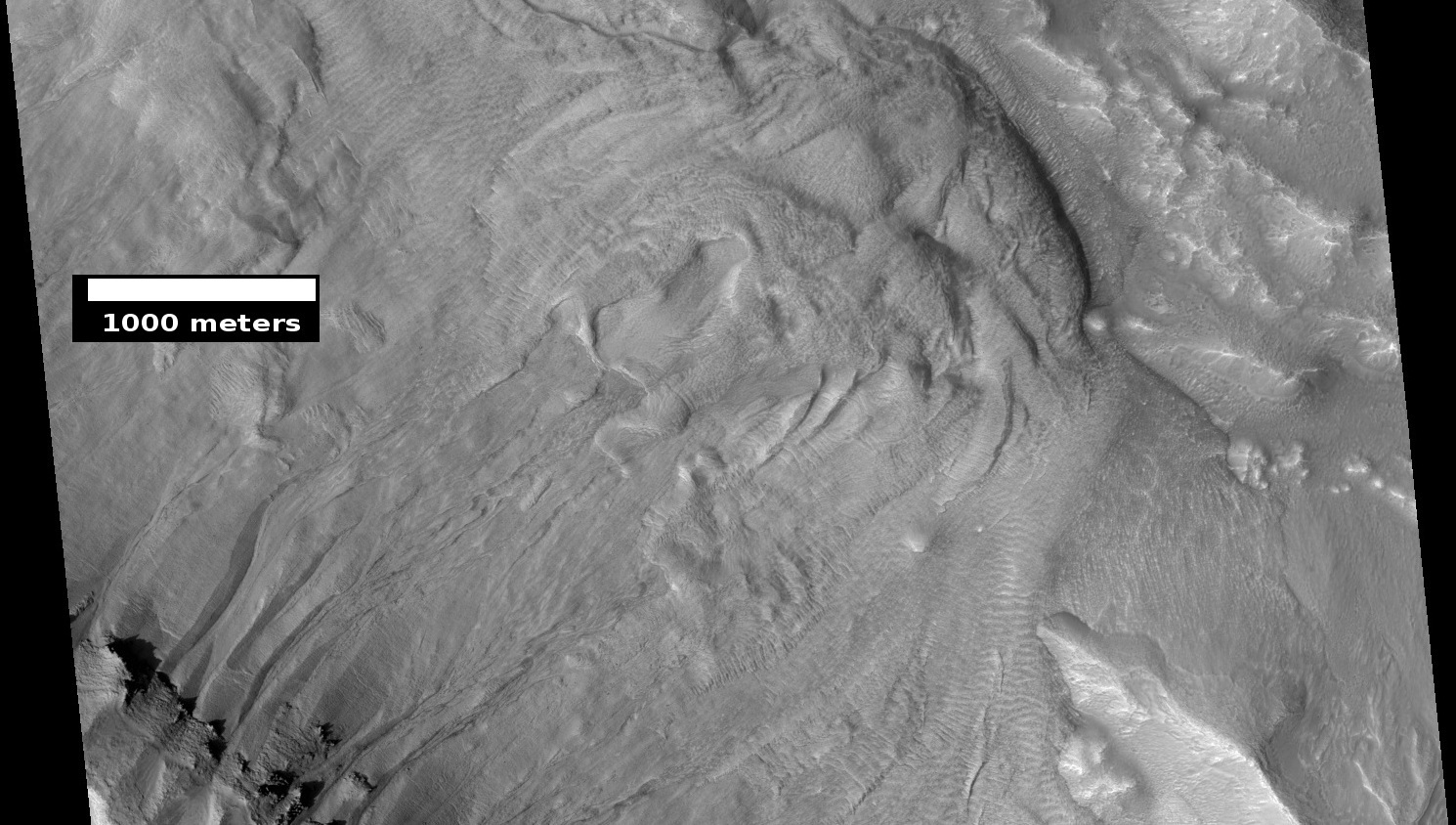
HiWish计划下高分辨率成像科学设备显示的班伯格陨坑中的冲沟和大规模土石流，在接下来的两幅图片中冲沟部分将被放大。
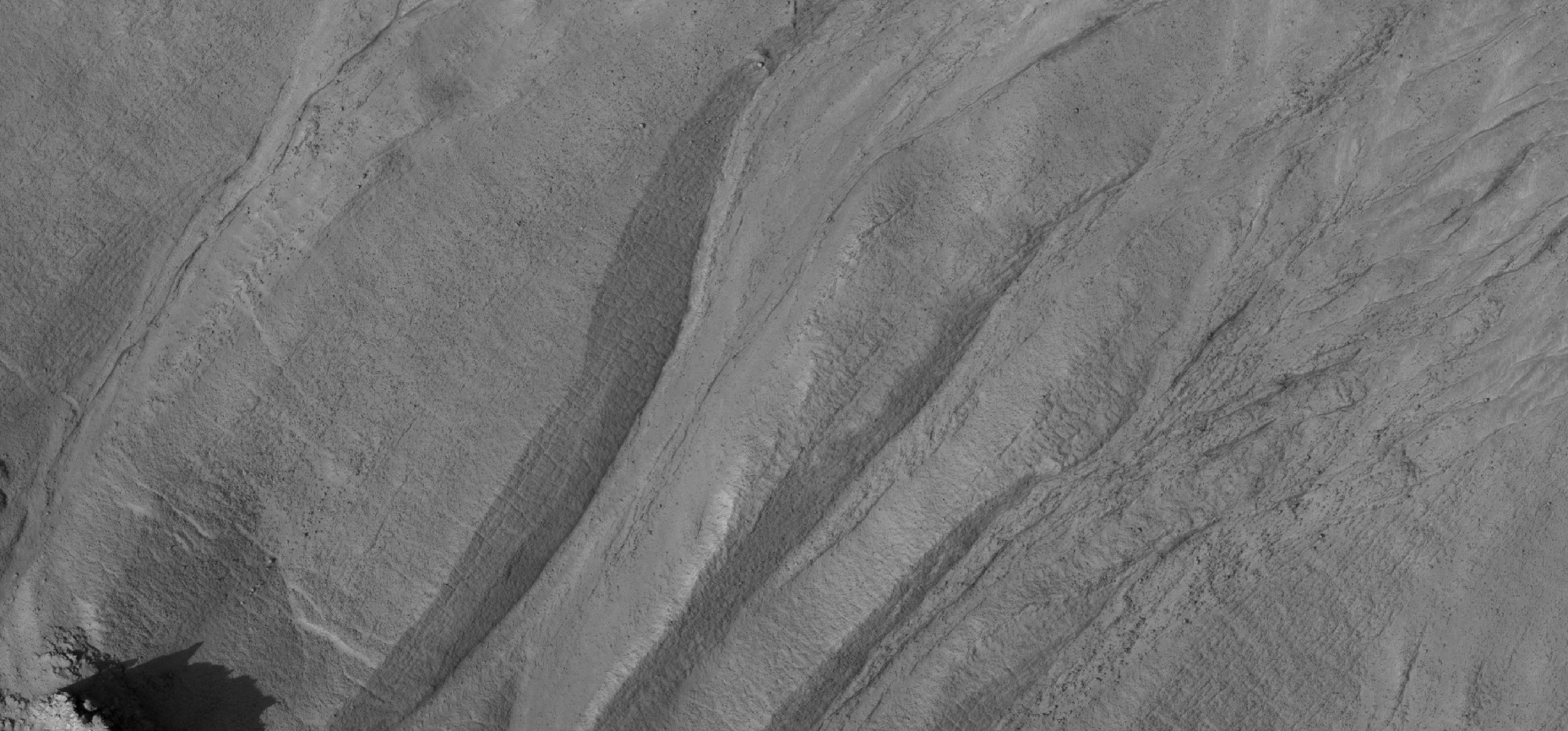
HiWish计划下高分辨率成像科学设备显示的部分冲沟特写。
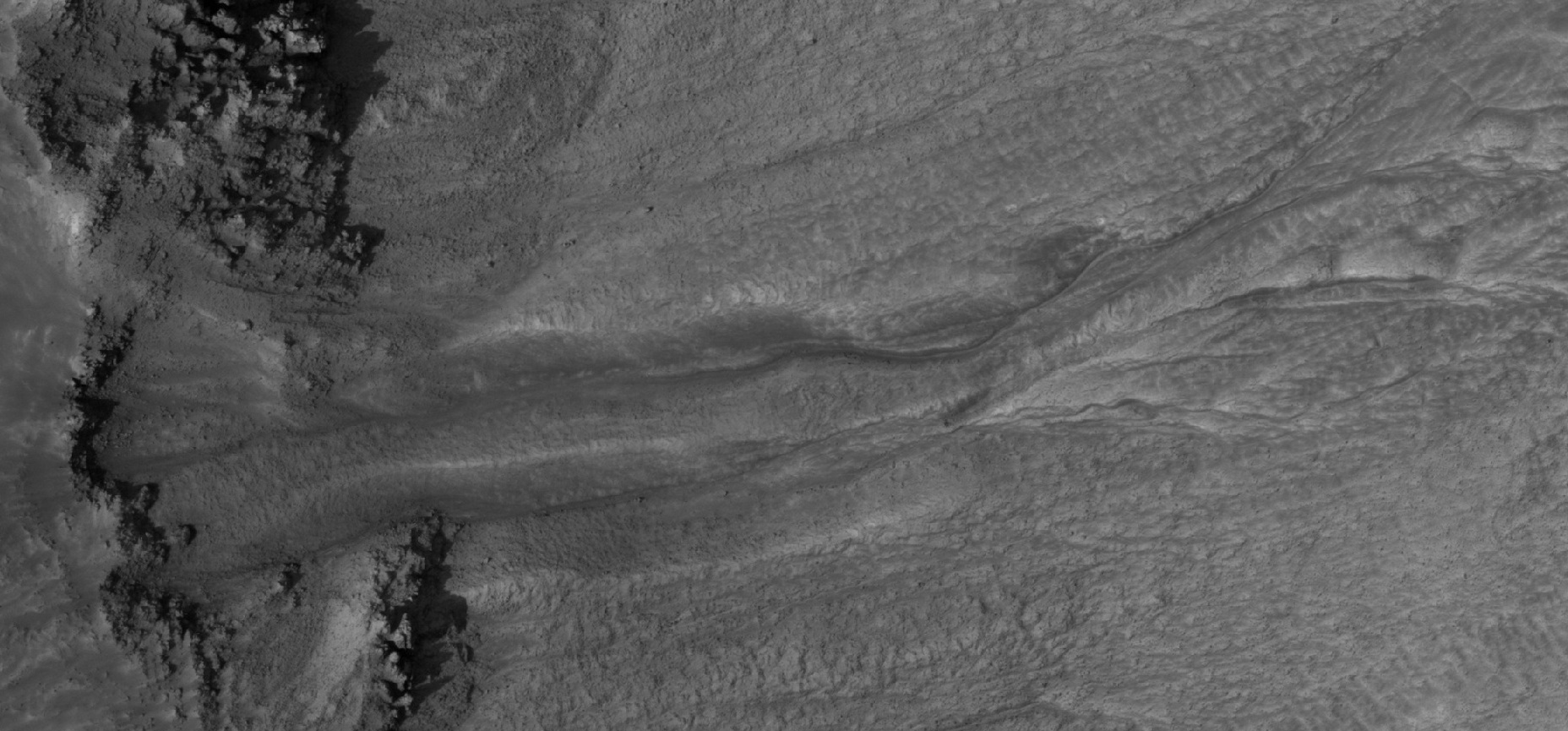
高分辨率成像科学设备显示的同一幅图中的另一条冲沟特写

## 另请查看
- 火星水文
- 火星地质
- 火星冲沟
- 阿西达里亚海区
- 火星气候
- 撞击坑
- 火星撞击坑
- 火星区域列表
- 火星地质史